# Felipe Agoncillo
Felipe Agoncillo (26 de maig de 1859 a Taal, Batangas - 29 de setembre de 1941 a Manila, Filipines) va ser el primer diplomàtic filipí i advocat representant de les Filipines a les negociacions a París, que va portar el Tractat de París (1898), que va posar final a la Guerra Hispano-Americana.
Com a conseller i amic de la família del general Emilio Aguinaldo i el general Antonio Luna durant els moments crítics de la revolució, Agoncillo va participar activament quan va presidir la junta de Hong Kong. La seva contribució més important a la història de les Filipines va ser quan el van assignar perquè negociés amb els països estrangers per assegurar la independència del país, l'assignació és considerada com la més important assignació donada a un general.